# Carlia eothen
Carlia eothen är en ödleart som beskrevs av  George R. Zug 2004. Carlia eothen ingår i släktet Carlia och familjen skinkar. Inga underarter finns listade.